# 约什·休斯蒂斯
约什·休斯蒂斯（英語：Josh Huestis，1991年12月19日—），美国职业篮球运动员，现时效力于NBA联盟的聖安東尼奧馬刺。他大学时期效力于斯坦福大学，于2014年NBA選秀中以首轮总第29顺位被俄克拉何马城雷霆选中。

## 高中生涯
休斯蒂斯高中时期就读于蒙大拿州大瀑布城的查尔斯·M·拉塞尔高中。在他三年级时，他场均可以贡献15分、10个篮板球和4.5次盖帽。在那个赛季，休斯蒂斯带领球队打出了21胜2负的战绩并取得了该州AA级联赛的冠军。在他的四年级赛季，休斯蒂斯场均可以贡献17.3分、12.8个篮板球和4.8个盖帽，并被评为该年度蒙大拿州的最佳高中生球员。

## 大学生涯
高中毕业后，休斯蒂斯得到了俄勒岡州立大學和哈佛大学等五所学校的邀请，最终休斯蒂斯选择了斯坦福大学。休斯蒂斯在斯坦福大学的第一个赛季出战28场，场均能贡献2.3分和2个篮板球。在休斯蒂斯的大二赛季，他场均能贡献5.3分和4.8个篮板球，并得到了当年太平洋十二校聯盟最佳防守阵容的提名。在2011年11月14日对阵加利福尼亚州立大学弗雷斯诺分校的比赛中，休斯蒂斯贡献10分和11个篮板球，这也是他加入斯坦福大学以来的第一个两双。在次年1月12日对阵犹他大学的比赛中，休斯蒂斯6投全中拿下13分和10个篮板球。
在休斯蒂斯的大三赛季，他首发了全部34场比赛，场均可以贡献10.5分和全队最高的9个篮板球，并入选了太平洋十二校聯盟的最佳防守阵容。他在这个赛季中送出了71记封盖，这是斯坦福大学校史第四的单赛季盖帽数记录。在2013年2月14日对阵南加利福尼亚大学的比赛中，休斯蒂斯拿到生涯最高的22分外加6个篮板球。在休斯蒂斯的最后一个大学赛季，他场均可以贡献11.2分、全队最高的8.2个篮板球和1.9次盖帽，四个赛季累计的190次盖帽也刷新了校史记录。赛季结束后，他第二次入选了太平洋十二校聯盟的最佳防守阵容。

## 职业生涯
2014年6月26日，休斯蒂斯在2014年NBA选秀中以首轮第29位被俄克拉何马城雷霆选中。随后，他参加了2014年的NBA夏季联赛。同年11月4日，休斯蒂斯与俄克拉荷马城蓝色签约。在该赛季的46场比赛中，休斯蒂斯场均贡献10.2分、5.6个篮板球和1.5次盖帽。
2015年7月30日，他与俄克拉何马城雷霆签约。